# ボルサリーノ (映画)
『ボルサリーノ』（原題：Borsalino）は、1970年公開のフランス=イタリア合作の犯罪映画。ウジェーヌ・サッコマーノ著『Bandits à Marseille』（『マルセイユの山賊』の意）を原作とする。ジャック・ドレーが監督し、出演は当時フランスで大スターであり日本でも人気の高かったジャン＝ポール・ベルモンドとアラン・ドロン。マルセイユの裏社会で大物になろうとする2人の若いチンピラの冒険を描く。
興行的に成功し、続編として1974年に公開された『ボルサリーノ2』がある。

## ストーリー
1930年のマルセイユ。若いチンピラのロッコ・シフレディが刑務所から出所する。彼は恋人ローラを探すため、キャバレーのオーナー、ダンサーを訪ねるが、彼が自分を裏切って刑務所に送った人物であると確信し、キャバレーに火を放つ。ダンサーの指示でローラを見つけるが、シフレディが服役している間に彼女は同じペテン師のフランソワ・カペラという人物と付き合っていた。
殴り合いを経てシフレディとカペラは友人となり、力を合わせていく。魚市場で悪徳商人を排除してきた彼らは、もっとできることがあると気づき、一緒に街を征服することを決意する。マルセイユの食肉を扱うレストランのオーナーであるポーリと、地下カジノのオーナーであるマレーロという2人のゴッドファーザーを相手に、無節操で想像力豊かな彼らが活躍する。何者かの裏切りにより、ポーリの食肉倉庫への破壊工作は失敗し、撤退を余儀なくされる。彼らはすべてから逃れるために田舎に行き、新しい仲間を集め、新しい武器を買い、復讐の準備をする。そしてマルセイユに乗り込み、レストランの前でポーリを機関銃で殺害し、マルセイユの名士に名を連ねることに成功する。
マレーロの弁護士リナルディが市の助役への立候補を表明したとき、シフレディは彼を排除しようとするが、カペラは自分たちが真っ先に疑われるから当分何もしないようにと忠告する。しかし、リナルディは何者かに殺害され、カペラはシフレディが自分に黙ってこの攻撃を行ったと考え、彼に説明を求める。その直後、リナルディが病院で殺害される。ダンサーはシフレディに彼のナイトクラブを焼かれたときから彼を憎んでおり、2つの犯罪組織の間で彼を始末しようとしていたのだった。しかし彼はカペラの一味に暗殺される。
マレーロはカペラの親族を殺させる。カペラとシフレディは、マレーロのカジノに乗り込み、カペラがプレイしている間にシフレディが目立たないようにマレーロを暗殺する。その直後に自分たちの一味がカジノに強盗に入って混乱を起こし、自分たち二人は他の客と一緒に強盗の被害者となることで殺人のアリバイを作る。この企みは成功し、二人はマルセイユの闇社会を完全に支配するに至る。
シフレディは二人の成功を祝うレセプションを開くが、カペラはいずれ二人が必ず争いになり殺しあうと考え、マルセイユを出ることにしたと告げてその場を去るが、その直後に何者かに銃殺されてしまう。その死を看取ったシフレディのその後の消息を知るものはいないという字幕が出て物語は終わる。

## キャスト
| 役名                 | 俳優                         | 日本語吹替   | 日本語吹替 | 日本語吹替                                                                              |
| 役名                 | 俳優                         | フジテレビ版 | 日本テレビ版 | テレビ朝日版                                                                            |
| -------------------- | ---------------------------- | ------------ | --- | --------------------------------------------------------------------------------------- |
| フランソワ・カペラ   | ジャン＝ポール・ベルモンド   | 山田康雄     | 羽佐間道夫 | 山田康雄                                                                                |
| ロッコ・シフレディ   | アラン・ドロン               | 野沢那智     | 久富惟晴 | 野沢那智                                                                                |
| ローラ               | カトリーヌ・ルーヴェル       | 弥永和子     | 此島愛子 | 弥永和子                                                                                |
| マダム・エスカルケル | フランソワーズ・クリストファ | 此島愛子     | 福田公子 | 寺島信子                                                                                |
| マダム・リナルディ   | コリンヌ・マルシャン         |              | | 有馬瑞香                                                                                |
| ロッコの母           | ラウラ・アダーニ             |              | 近松麗子 |                                                                                         |
| ジネット             | ニコール・カルファン         |              | | 榊原良子                                                                                |
| リディア             | エレーヌ・レミ               |              | |                                                                                         |
| 歌手                 | オデット・ピケ               |              | |                                                                                         |
| マリオ               | マリオ・ダヴィド             |              | |                                                                                         |
| フェルナン           | リオネル・ヴィトラン         |              | |                                                                                         |
| ノノ                 | デニス・ベリー               |              | |                                                                                         |
| マーシャル・ロジェ   | ジーン・アーロン             |              | |                                                                                         |
| ポーリー             | アンドレ・ボレ               | 宮川洋一     | 田中明夫 |                                                                                         |
| スパーダ             | ピエール・クーラック         |              | |                                                                                         |
| N/A                  | イヴァン・シフル             |              | |                                                                                         |
| マレロ               | アーノルド・フォア           | 加藤精三     | 松下達夫 | 加藤精三                                                                                |
| ファンティ警部       | ダニエル・イヴェルネル       | 宮川洋一     | | 阪脩                                                                                    |
| “ダンサー”           | クリスチャン・ティリティレ   | 穂積隆信     | 阪脩 | 樋浦勉                                                                                  |
| シモン・ボッカッチョ | ジュリアン・ギオマール       |              | |                                                                                         |
| リナルディ弁護士     | ミシェル・ブーケ             | 早野寿郎     | 須藤健 | 富田耕生                                                                                |
| 不明 その他          | N/A                          |              | 渡辺知子 倉野章子 雨森雅司 筈見純 富川澈夫 秋元羊介 梅沢昌代 藤夏子 峰恵研 村松康雄 松岡文雄 池田勝 藤本譲 田口昴 峰あつ子 鈴木れい子 | 中村秀利 筈見純 田原アルノ 玄田哲章 藤本譲 飯塚昭三 峰恵研 山崎勢津子 尾崎桂子 川浪葉子 |

- フジテレビ版: 初回放送1975年5月23日『ゴールデン洋画劇場』
- 日本テレビ版: 初回放送1977年2月16日『水曜ロードショー』
- テレビ朝日版: 初回放送1983年9月18日『日曜洋画劇場』※2014年発売の「デジタルリマスター版」DVD・Blu-rayに収録[1]。

## スタッフ
- 監督: ジャック・ドレー（フランス語版）
- 製作: アラン・ドロン
- 原作: ユージェーヌ・サコマノ
- 脚本: ジャン=クロード・カリエール、クロード・ソーテ、ジャック・ドレー、ジャン・コー
- 撮影: ジャン・ジャック・タルベス
- 編集: ポール・カイヤット
- 音楽: クロード・ボラン

### 日本語版
| 吹き替え       | フジテレビ版 | 日本テレビ版 | テレビ朝日版                 |
| -------------- | ------------ | ------------ | ---------------------------- |
| 演出           |              | 佐藤敏夫     | 小林守夫                     |
| 翻訳           |              | 木原たけし   | 宇津木道子                   |
| 調整           |              | 前田仁信     | 前田仁信                     |
| 効果           |              |              | 赤塚不二夫 遠藤堯雄 桜井俊哉 |
| プロデューサー |              | 清水篤       | 中島孝三 福吉健              |
| 制作           |              | 東北新社     | 東北新社                     |
| 制作           | フジテレビ   | 日本テレビ   | テレビ朝日                   |

## 製作

### 企画・キャスティング
本作の企画は、1968年8月にフランスのラマチュエル村で行われていた『太陽が知っている』の撮影中にアラン・ドロンとジャック・ドレーが交わした会話がきっかけとなった。ドロンはちょうどそのころウジェーヌ・サッコマーノ著の『Bandits à Marseille』を読んでおり、自身の会社アデル・プロダクションズを通じてこの物語を映画化しようと考えており、ジャン=ポール・ベルモンドとの初共演を希望していた。ベルモンドに問い合わせたが、彼から返事は無かった。実際、ベルモンドはこのプロジェクトに興味を持っていたが、しっかりとした脚本を手にするまでは合意を拒否していた。ドレーは、ジャン・カウ、クロード・ソーテとともに30ページの脚本を書き、それをジャン＝クロード・カリエールに託して最終的な脚本とした。
ドロンは脚本に満足してベルモンドに送り、ベルモンドはオファーを受け入れて1969年3月に契約した。この大きなプロジェクトを手掛けることになったドロンは、アメリカのスタジオであるパラマウント・ピクチャーズと手を組み、『Carbone et Spirito』（原作の主役である実在の人物カルボネとスピリト）というタイトルで予算1,400万フランで製作すると発表した。しかし、マルセイユの関係者は、カルボネとスピリトが暗躍した占領期を問題視して、圧力をかけようとしてきた。マルセイユでは誰もこのプロジェクトに関わろうとせず、ドレーのもとには脅迫電話もかかってきた。緊張を和らげるため、製作側は脚本を多少変更し、占領について触れず、登場人物の名前も変え、映画のタイトルも『Marseille 1930』（1930年のマルセイユ）とした。映画の最終的なタイトルを、有名な帽子ブランドの名をとって『ボルサリーノ』としたのはドロンである。1930年代のマルセイユを再現するために、ドレーは当時の新聞や資料集に没頭し、写真家ジャック・アンリ・ラルティーグの協力を得て、当時の写真を発掘した。

### 撮影
撮影は1969年9月15日に開始された。その3週間前、ドルで計算されていた予算が通貨の切り下げにより突然17％削減され、脚本の大部分を削除せざるを得なくなった。パラマウントのボスであるチャールズ・ブルードーンは、ドロンが映画完成のためにさらに金を要求したため、この映画の全権利を取り戻した。1930年代のマルセイユを再現するために、当時の自動車を入手し、いくつかの街路を改造している。
最初に撮影されたシーンのひとつが、カペラとシフレディの出会いと殴り合いであった。ドロンに課せられたスタントマン、イヴァン・シフレがシークエンスのコーディネートを依頼された。しかしドレーはシフレと仲が悪く、自分だけが責任者だと言い張った。このシーンの準備セッションで、ドレーはシフレに「ジョン・ウェインと ヴィクター・マクラーグレンの 『静かなる男』のようなシーンが欲しい」と言ったが、シフレはベルモンドとドロンの体格から懸念を示し、ドレーの怒りを買うことになった。このシーンは監督の意向に沿って撮影されたが、2日後のラッシュの上映後にシフレが「このシーンは間違っている」と発言した。ドロンとベルモンドは、シフレの指示に従ってシーンを回すことを主張して監督を苛立たせたが、彼は2人のスターの希望に従わざるを得なかった。ドレーは後にシフレが正しかったことを認めた。
また、ギャングのボス、ポリーを演じる元レスラーのアンドレ・ボレが、カペラに恋する若い女性を演じるニコール・カルファンを平手打ちするシーンも問題となった。ボレは平手をカルファンの頬の手前に寸止めすることを求められたが、しそこなって傷つけることを恐れていた。ドロンはボレに、1テイクで撮影するこのシーンでは本当に平手打ちをするように要求し、若い女優に警告し、自分とベルモンドが痛みを和らげるために氷を持ってくるからと付け加えた。撮影は順調に進み、港での撮影の間に、ドロンとベルモンドは、ある憲兵が服を着て海に飛び込むことができないように1,000フランを賭け、憲兵はそれを承諾したという逸話が残っている。2人のスター俳優は撮影中も仲が良く、『ベベル』のメイクアップ・アーティストで大親友のシャーリィ・クーベセリアンによれば、彼らは「切磋琢磨」していたという。

## 作品の評価

### 映画批評家によるレビュー
フィルム・フランセ誌は「二大スター対決は一見の価値がある」と述べ、イマージュ・エ・ソン誌は、「良い犯罪映画、良い職人による誠実な娯楽作品。今回はよく訓練された出演者のチームによって助けられた。」と述べたが、「この商業映画は、2時間の良質な娯楽作品であること以外は目指していないようであり、それほど苦労せずにそれに成功しているため、視聴者はもっと混乱する可能性がある」と付け加えている。

### 興行収入
本作は1970年3月20日にフランスの映画館で公開された。初週は17劇場で182,331人を動員し、『Le Passager de la pluie』に次ぐフランス興行収入第2位となった。しかし、映画が軌道に乗ったのはその翌週で、上映60館で498,698人、合計681,029人を動員し、興行収入でトップに立った。この映画はフランス国内で471万人の観客動員を記録し、かなりの成功を収めた。
アメリカでは109万ドルの興行収入と比較的限定的な成功であった。